# Urbain De Brauwer
Urbain De Brauwer (Ursel, 6 januari 1940 - Aalter, 24 februari 2025) was een Belgisch wielrenner die professioneel actief was van 1963 tot 1976. Hij behaalde in deze categorie één overwinning. In Frankrijk was hij in 1969 de beste in de wedstrijd Roubaix - Cassel - Roubaix.

## Resultaten in voornaamste wedstrijden
| Jaar | Gent-Wevelgem | Ronde van Vlaanderen | Parijs-Roubaix |
| ---- | ------------- | -------------------- | -------------- |
| 1964 | 70e           | 47e                  |                |
| 1969 |               | 37e                  | 33e            |

## Ploegen
- 1963 Marcel Kint - Reno (België) vanaf 22-08
- 1964 Lamot - Libertas (België)
- 1965 Lamot - Libertas (België)
- 1966 individueel tot 30-04
- 1966 Leroux - Terrot (België) vanaf 01-05 tot 14-07
- 1966 Flandria (België) vanaf 15-07
- 1967 individueel
- 1968 Etalo - Ventura (België)
- 1969 Etalo - Siriki - Ventura (België)
- 1970-1973 Siriki - Munck (België)
- 1974-1975 Munck - Beck's (België)
- 1976 individueel